# 道明寺駅
道明寺駅（どうみょうじえき）は、大阪府藤井寺市道明寺三丁目にある、近畿日本鉄道（近鉄）の駅である。駅番号は南大阪線がF15、道明寺線がN15。
柏原駅や古市駅と並び、現在の近鉄に属する駅の中では最古の歴史を有する。

## 利用可能な鉄道路線
- 近畿日本鉄道
  - 南大阪線
  - 道明寺線 ※始発駅

## 歴史
- 1898年（明治31年）3月24日：河陽鉄道として柏原 - 当駅 - 古市間が開業した際に設置[1]。
- 1899年（明治32年）5月11日：河陽鉄道の路線を河南鉄道が承継。同社の駅となる[1]。
- 1919年（大正08年）3月8日：社名変更により大阪鉄道の駅となる[1]。
- 1922年（大正11年）4月18日：当駅から布忍駅までが開通[2][3]。分岐駅となる。
- 1928年（昭和03年）7月15日：駅舎改築[4]。
- 1943年（昭和18年）2月1日：関西急行鉄道が大阪鉄道を合併、関西急行鉄道の駅となる[1]。
- 1944年（昭和19年）6月1日：戦時統合により関西急行鉄道が南海鉄道（現在の南海電気鉄道の前身。後に再独立）と合併、近畿日本鉄道の駅となる[1]。
- 1988年（昭和63年）春：駅舎改築[5]。
- 1994年（平成06年）3月15日：南大阪線のホーム有効長が1両延伸されて8両となる[6]。
- 2007年（平成19年）4月1日：ICカード「PiTaPa」使用開始[7]。

## 駅構造

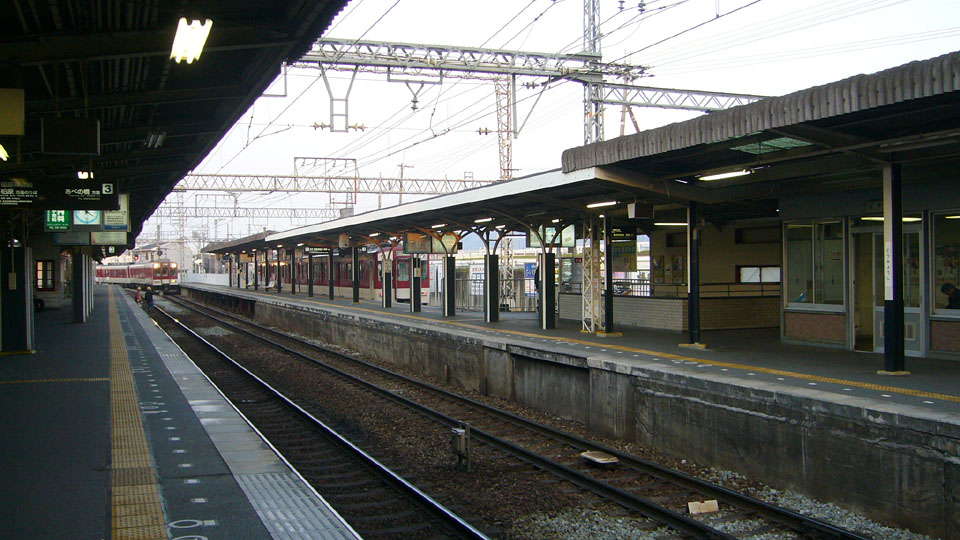
ホーム

島式・単式の複合型2面3線のホームを持つ地上駅。島式ホーム（1・2番ホーム）の片方の、古市方が行き止まりとなっている線路（1番線）が道明寺線用となっている。駅舎（改札口）は3番ホーム側にあり、1・2番線ホームへは、地下道とエレベーターで連絡している。ホーム有効長は南大阪線用の2番線および3番線は8両編成分、道明寺線用の1番線は2両編成分である。
藤井寺駅が管理する有人駅で、PiTaPa・ICOCA対応の自動改札機および自動精算機（回数券カードおよびICカードのチャージに対応）が設置されている。

### のりば
| のりば | 路線       | 方向 | 行先                     |
| ------ | ---------- | ---- | ------------------------ |
| 1      | N 道明寺線 | -    | 柏原方面                 |
| 2      | F 南大阪線 | 下り | 河内長野・橿原神宮前方面 |
| 3      | F 南大阪線 | 上り | 大阪阿部野橋方面         |

備考
- 南大阪線との車両交換および入出庫回送は柏原方面から分岐する連絡線と、古市方に設置された片渡り線を介して行われている。
- 駅北方では、柏原へ向かう道明寺線がまっすぐ北上する一方、大阪阿部野橋へ向かう南大阪線は西に向かって急カーブが存在しているが、これはもともと柏原 - 道明寺 - 古市 - 富田林が先に開通し、後に道明寺駅以西の区間が付け足されることで本線筋が変わったからである。
  - 同様の例には当駅南隣の古市駅、それに東海旅客鉄道（JR東海）の大府駅（東海道本線と武豊線）、東日本旅客鉄道（JR東日本）の大宮駅（東北本線と高崎線）、西日本旅客鉄道（JR西日本）の米原駅（東海道本線と北陸本線）、九州旅客鉄道（JR九州）の江北駅（長崎本線と佐世保線）・隼人駅（日豊本線と肥薩線）・八代駅（鹿児島本線[9]と肥薩線）、阪急電鉄の淡路駅（阪急京都線と阪急千里線）、名古屋鉄道の須ヶ口駅（名鉄名古屋本線と名鉄津島線）と笠松駅（名鉄名古屋本線と名鉄竹鼻線）、京成電鉄の青砥駅（京成本線と京成押上線）と京成津田沼駅（京成本線と京成千葉線）などがある。

## 利用状況
2024年11月12日における1日乗降人員は6,022人である。
近年における1日乗降人員の推移は下表の通り。
| 年度               | 調査日   | 乗車人員 | 降車人員 | 乗降人員 | 出典        | 出典        | 出典          |
| 年度               | 調査日   | 乗車人員 | 降車人員 | 乗降人員 | 近鉄        | 近鉄        | 大阪府        |
| ------------------ | -------- | -------- | -------- | -------- | ----------- | ----------- | ------------- |
| 1990年（平成02年） | 11月06日 | 5,174    | 5,187    | 10,361   |             |             | [ 大阪府 1 ]  |
| 1991年（平成03年） | -        | -        | -        | -        |             |             | [ 大阪府 2 ]  |
| 1992年（平成04年） | 11月10日 | 4,895    | 4,789    | 9,684    |             |             | [ 大阪府 3 ]  |
| 1993年（平成05年） | -        | -        | -        | -        |             |             | [ 大阪府 4 ]  |
| 1994年（平成06年） | -        | -        | -        | -        |             |             | [ 大阪府 5 ]  |
| 1995年（平成07年） | 12月05日 | 4,846    | 4,763    | 9,609    |             |             | [ 大阪府 6 ]  |
| 1996年（平成08年） | -        | -        | -        | -        |             |             | [ 大阪府 7 ]  |
| 1997年（平成09年） | -        | -        | -        | -        |             |             | [ 大阪府 8 ]  |
| 1998年（平成10年） | 11月10日 | 4,716    | 4,534    | 9,250    |             |             | [ 大阪府 9 ]  |
| 1999年（平成11年） | -        | -        | -        | -        |             |             | [ 大阪府 10 ] |
| 2000年（平成12年） | 11月07日 | 4,360    | 4,502    | 8,862    | [ 近鉄 1 ]  | [ 近鉄 2 ]  | [ 大阪府 11 ] |
| 2001年（平成13年） | -        | -        | -        | -        |             |             | [ 大阪府 12 ] |
| 2002年（平成14年） | -        | -        | -        | -        |             |             | [ 大阪府 13 ] |
| 2003年（平成15年） | 11月11日 | 3,730    | 3,578    | 7,308    | [ 近鉄 3 ]  | [ 近鉄 4 ]  | [ 大阪府 14 ] |
| 2004年（平成16年） | -        | -        | -        | -        |             |             | [ 大阪府 15 ] |
| 2005年（平成17年） | 11月08日 | 3,782    | 3,841    | 7,623    | [ 近鉄 5 ]  | [ 近鉄 6 ]  | [ 大阪府 16 ] |
| 2006年（平成18年） | -        | -        | -        | -        |             |             | [ 大阪府 17 ] |
| 2007年（平成19年） | -        | -        | -        | -        |             |             | [ 大阪府 18 ] |
| 2008年（平成20年） | 11月18日 | 3,820    | 3,638    | 7,458    |             |             | [ 大阪府 19 ] |
| 2009年（平成21年） | -        | -        | -        | -        |             |             | [ 大阪府 20 ] |
| 2010年（平成22年） | 11月09日 | 3,643    | 3,428    | 7,071    | [ 近鉄 7 ]  | [ 近鉄 8 ]  | [ 大阪府 21 ] |
| 2011年（平成23年） | -        | -        | -        | -        |             |             | [ 大阪府 22 ] |
| 2012年（平成24年） | 11月13日 | 3,511    | 3,336    | 6,847    | [ 近鉄 9 ]  | [ 近鉄 10 ] | [ 大阪府 23 ] |
| 2013年（平成25年） | -        | -        | -        | -        |             |             | [ 大阪府 24 ] |
| 2014年（平成26年） | -        | -        | -        | -        |             |             | [ 大阪府 25 ] |
| 2015年（平成27年） | 11月10日 | 3,237    | 3,108    | 6,345    | [ 近鉄 11 ] | [ 近鉄 12 ] | [ 大阪府 26 ] |
| 2016年（平成28年） | -        | -        | -        | -        |             |             | [ 大阪府 27 ] |
| 2017年（平成29年） | -        | -        | -        | -        |             |             | [ 大阪府 28 ] |
| 2018年（平成30年） | 11月13日 | 3,422    | 3,221    | 6,643    | [ 近鉄 13 ] | [ 近鉄 14 ] | [ 大阪府 29 ] |
| 2019年（令和元年） | -        | -        | -        | -        |             |             | [ 大阪府 30 ] |
| 2020年（令和02年） | -        | -        | -        | -        |             |             | [ 大阪府 31 ] |
| 2021年（令和03年） | 11月09日 | 2,843    | 2,734    | 5,577    | [ 近鉄 15 ] |             | [ 大阪府 32 ] |
| 2022年（令和04年） | 11月08日 | 2,908    | 2,792    | 5,700    | [ 近鉄 16 ] |             | [ 大阪府 33 ] |
| 2023年（令和05年） | 11月07日 | 2,997    | 2,857    | 5,854    | [ 近鉄 17 ] |             | [ 大阪府 34 ] |
| 2024年（令和06年） | 11月12日 |          |          | 6,022    | [ 近鉄 18 ] |             |               |

## 駅周辺
駅の南東において石川に架かる玉手橋は、1928年3月17日に大阪鉄道（大鉄）によって架橋された吊橋で、2001年10月12日に国の登録有形文化財に登録された。
当駅の南、玉手橋の西詰付近には、1934年10月15日に寿屋（現在のサントリー）道明寺工場が開設され、ブランデーの蒸留などが行われていた。2004年10月末をもって大阪工場へ整理統合される形で休止、その後解体され、跡地には2008年に邦寿会（サントリーが創業した社会福祉法人）の特別養護老人ホーム「どうみょうじ高殿苑」が開設された。
また、かつて当駅の南西方向にあった市立藤井寺市民病院（旧・道明寺病院）は、2024年3月末限りで廃院となった。

### 社寺・公園
- 道明寺
- 道明寺天満宮
- 石川
  - 石川河川公園
  - 玉手橋
- 玉手山公園（旧近鉄玉手山遊園地）…徒歩約15分
  - 安福寺

- 藤井寺市立道明寺東小学校
- 藤井寺市立道明寺南小学校
- 柏原市立玉手小学校
- 柏原市立玉手中学校
- 大阪市立長谷川小学校・中学校

### その他
- 道明寺南郵便局
- 柏原警察署・玉手交番
- 柏原市玉手浄水場

## 隣の駅
近畿日本鉄道
F 南大阪線 
■急行・■区間急行
通過
■準急・■普通
土師ノ里駅 (F14) - 道明寺駅 (F15) - 古市駅 (F16)
- 1974年まで、当駅と古市駅の間に誉田八幡駅が存在した。

N 道明寺線（全列車が各駅停車）
道明寺駅 (N15) - 柏原南口駅 (N16)

### 記事本文

### 利用状況
1. ↑  駅別一日乗降人員 南大阪線 吉野線 - 近畿日本鉄道
2. ↑  駅別一日乗降人員 長野線 道明寺線 御所線 - 近畿日本鉄道
3. ↑  大阪府統計年鑑 - 大阪府

#### 近畿日本鉄道
1. ↑  駅別乗降人員 南大阪線 吉野線 - 近畿日本鉄道（ウェイバックマシン）
2. ↑  駅別乗降人員 長野線 道明寺線 御所線 - 近畿日本鉄道（ウェイバックマシン）
3. ↑  駅別乗降人員 南大阪線 吉野線 - 近畿日本鉄道（ウェイバックマシン）
4. ↑  駅別乗降人員 長野線 道明寺線 御所線 - 近畿日本鉄道（ウェイバックマシン）
5. ↑  駅別乗降人員 南大阪線 吉野線 - 近畿日本鉄道（ウェイバックマシン）
6. ↑  駅別乗降人員 長野線 道明寺線 御所線 - 近畿日本鉄道（ウェイバックマシン）
7. ↑  駅別乗降人員 南大阪線 吉野線 - 近畿日本鉄道（ウェイバックマシン）
8. ↑  駅別乗降人員 長野線 道明寺線 御所線 - 近畿日本鉄道（ウェイバックマシン）
9. ↑  駅別乗降人員 南大阪線 吉野線 - 近畿日本鉄道（ウェイバックマシン）
10. ↑  駅別乗降人員 長野線 道明寺線 御所線 - 近畿日本鉄道（ウェイバックマシン）
11. ↑  駅別乗降人員 南大阪線 吉野線 - 近畿日本鉄道（ウェイバックマシン）
12. ↑  駅別乗降人員 長野線 道明寺線 御所線 - 近畿日本鉄道（ウェイバックマシン）
13. ↑  駅別乗降人員 南大阪線 吉野線 - 近畿日本鉄道（ウェイバックマシン）
14. ↑  駅別乗降人員 長野線 道明寺線 御所線 - 近畿日本鉄道（ウェイバックマシン）
15. ↑  近鉄線駅別乗降人員データ【調査日：令和3年11月9日(火)】 (PDF)  - 近畿日本鉄道
16. ↑  近鉄線駅別乗降人員データ【調査日：令和4年11月8日(火)】 (PDF)  - 近畿日本鉄道
17. ↑  近鉄線駅別乗降人員データ【調査日：令和5年11月7日(火)】 (PDF)  - 近畿日本鉄道
18. ↑  近鉄線駅別乗降人員データ【調査日：令和6年11月12日(火)】 (PDF)  - 近畿日本鉄道

#### 大阪府統計年鑑
1. ↑  大阪府統計年鑑（平成3年） (PDF)
2. ↑  大阪府統計年鑑（平成4年） (PDF)
3. ↑  大阪府統計年鑑（平成5年） (PDF)
4. ↑  大阪府統計年鑑（平成6年） (PDF)
5. ↑  大阪府統計年鑑（平成7年） (PDF)
6. ↑  大阪府統計年鑑（平成8年） (PDF)
7. ↑  大阪府統計年鑑（平成9年） (PDF)
8. ↑  大阪府統計年鑑（平成10年） (PDF)
9. ↑  大阪府統計年鑑（平成11年） (PDF)
10. ↑  大阪府統計年鑑（平成12年） (PDF)
11. ↑  大阪府統計年鑑（平成13年） (PDF)
12. ↑  大阪府統計年鑑（平成14年） (PDF)
13. ↑  大阪府統計年鑑（平成15年） (PDF)
14. ↑  大阪府統計年鑑（平成16年） (PDF)
15. ↑  大阪府統計年鑑（平成17年） (PDF)
16. ↑  大阪府統計年鑑（平成18年） (PDF)
17. ↑  大阪府統計年鑑（平成19年） (PDF)
18. ↑  大阪府統計年鑑（平成20年） (PDF)
19. ↑  大阪府統計年鑑（平成21年） (PDF)
20. ↑  大阪府統計年鑑（平成22年） (PDF)
21. ↑  大阪府統計年鑑（平成23年） (PDF)
22. ↑  大阪府統計年鑑（平成24年） (PDF)
23. ↑  大阪府統計年鑑（平成25年） (PDF)
24. ↑  大阪府統計年鑑（平成26年） (PDF)
25. ↑  大阪府統計年鑑（平成27年） (PDF)
26. ↑  大阪府統計年鑑（平成28年） (PDF)
27. ↑  大阪府統計年鑑（平成29年） (PDF)
28. ↑  大阪府統計年鑑（平成30年） (PDF)
29. ↑  大阪府統計年鑑（令和元年） (PDF)
30. ↑  大阪府統計年鑑（令和2年） (PDF)
31. ↑  大阪府統計年鑑（令和3年） (PDF)
32. ↑  大阪府統計年鑑（令和4年） (PDF)
33. ↑  大阪府統計年鑑（令和5年） (PDF)
34. ↑  大阪府統計年鑑（令和6年） (PDF)